# Španski zlati vek
Španski zlati vek (špansko Siglo de oro) je obdobje razcveta španske umetnosti in literature, ki sovpada z vzponom španske Habsburške dinastije. Nima točno določenih letnic začetka in konca, trajal pa je več kot eno stoletje. Začel se je po letu 1492, ki so ga zaznamovali konec rekonkviste, Kolumbovo odkritje Amerike in izdaja Nebrijove Slovnice španskega jezika (Gramática de la lengua castellana), politično gledano pa se je končal okrog leta 1659 s pirinejskim sporazumom med Francijo in Španijo. Leta 1681 je umrl Pedro Calderón de la Barca, zadnji večji pisatelj obdobja, in z njegovo smrtjo se tudi dokončno konča zlati vek v umetnosti in literaturi.
Izraz “zlati vek” je leta 1754 prvi uporabil učenjak 18. stoletja Luis José Velázquez (1722-1772), z njim pa je označil zgolj 16. stoletje. Pozneje se je izraz razširil na obdobje renesanse v 16. stoletju in obdobje baroka v 17. stoletju.  

## Zgodovinski okvir
V 16. in 17. stoletju se v Evropi pojavita dve vodilni umetniški in kulturni gibanji: renesansa in barok. V španski zgodovini je to obdobje zaradi vzpona umetnosti poimenovano zlati vek. 
Renesansa je ideološko, umetniško in literarno gibanje, ki se je začelo sredi 14. stoletja v Italiji ter katere temelj je »ponovno rojstvo« (fr. renaissance) klasične kulture, in sicer spoznavanje in študij Antične Grčije in Antičnega Rima. V času renesanse so tako Španija kot preostale evropske države doživele družbene, kulturne in verske spremembe, s čimer se je začelo obdobje zgodnjega novega veka (1500-1750). 
Katoliška kralja, Izabela I. Kastiljska in Ferdinand II. Aragonski, sta leta 1492 zavzela Granado (rekonkvista) ter z združitvijo Kastiljskega in Aragonskega kraljestva dosegla enotnost Španije. Ko je Izabela I. Kastiljska umrla, je prestol podedovala njena hči Ivana Kastiljska, ki naj bi bila duševno bolna, zaradi česar je regent najprej postal njen oče, Ferdinand II. Kastiljski, po njegovi smrti pa Ivanin mož Filip I. Kastiljski. Leta 1516 je na oblast prišel njun sin Karel V. Habsburški (španski kralj Karel I.), ki je podedoval Avstrijo, Nizozemsko, Franche-Comté, Burgundijo, Kastilijo, Navarro, Aragonijo, Neapelj, Sicilijo ter do tedaj odkrito Ameriko. Obdobje Karla V. zaznamuje tudi pojav humanizma in močan vpliv Erazma Rotterdamskega (1466-1536), ki se je zavzemal za intimno in tolerantno vero, kritiziral pa je tedanjo Cerkev: hinavščino klerikov, procesije, post ter kult relikvij. Njegove ideje so se razširile po vsej Španiji, čeprav je inkvizicija gibanje kmalu zatrla. Leta 1556 je Karel V. abdiciral, oblast pa je prevzel njegov sin Filip II. Španski, ki je z uspešnim zunanjepolitičnim delovanjem ustvaril »imperij, kjer sonce nikoli ne zaide«. Pridružil se je Sveti ligi, katere največji uspeh je bila Bitka pri Lepantu leta 1571 proti Otomanskemu cesarstvu, leta 1581 pa je anektiral Portugalsko in njene teritorije po svetu. Eden izmed Filipovih največjih porazov je bil neuspešen napad na Veliko Britanijo leta 1788 s t.i. Neuničljivo armado, ki je pripomogel k postopnemu upadu španske pomorske premoči v Atlantiku. 
16. stoletje je zaznamovalo tudi odkrivanje Novega sveta, ki so ga omogočili tehniški in pomorski razvoj, poznavanje sprememb ozračja in morskih tokov ter odkritje kompasa. Leta 1492 je Krištof Kolumb odkril Ameriko, s čimer se je začela večstoletna kolonizacija Amerike. 
Leta 1598 je Filip II. umrl, nasledil ga je njegov sin Filip III., čigar vladavino je zaznamoval začetek političnega, gospodarskega in vojaškega propada Španskega imperija. Tako kot njegove prednike je tudi njega vodila ideja verske enotnosti. V 16. stoletju je bila španska družba razdeljena na stare in nove kristjane (nekdanji judje in Moriski). Novi kristjani so bili v času Karla V. in Filipa II. marginalizirani, Filip III pa je Moriske leta 1609 izgnal iz Granade. Zaradi strahu, da bi se v Španiji razširil protestantizem, ki so ga videli kot krivoverstvo, je oblast drastično omejila širitev tujih knjig, kar je povzročilo kulturno izolacijo Španije.
Nasledniki velikega Španskega imperija 16. stoletja niso zmogli ohraniti njegove nekdanje veličine. Zunanjepolitično dogajanje so zaznamovale pogoste vojne med Španijo in Francijo ter napadi angleških piratov, ki so plenili španske ladje, ki so prihajale iz Amerike, v času vladavine Filipa IV. (1605-1665) pa se je Portugalska dokončno osamosvojila. Po smrti Karla II., ki je umrl brez naslednika, je prišlo do nasledstvene vojne, v kateri je zmagal Filip V. Španski, vnuk francoskega kralja, preko katerega je na oblast prišla burbonska dinastija.
17. stoletje je v Španiji po drugi strani zaznamoval blišč umetnosti, pojavijo se pomembne osebnosti baroka, kot so Cervantes, Lope de Vega, Góngora, Quevedo, Velázquez in drugi. Termin barok izvira iz portugalščine in pomeni nepravilno oblikovan biser. Najprej se je uporabljal v arhitekturi, kjer je označeval zapletene oblike in nepravilne linije, pozneje pa se je razširil tudi na druge vrste umetnosti: na slikarstvo, kiparstvo, glasbo in literaturo. Glavni značilnosti baroka sta pretiravanje ter prekomerno upodabljanje občutij. 

### Poezija
Poezija 16. stoletja je razdeljena na poezijo prve renesanse in poezijo druge renesanse. V obdobju vladavine Karla V. (1517-1555) se je uveljavila prva renesansa, katere značilnosti so vpliv italijanske lirike in obnovitev grško-latinske dediščine. Ločita se dve različni smeri: na eni strani avtorji, kot sta na primer Boscán in Garcilaso, nadaljujejo z italijansko tradicijo, na drugi strani pa Cristóbal de Castillejo predstavlja literarno gibanje, usmerjeno v špansko tradicijo. 
V središču prve renesanse je tema nedosegljive ljubezni, zaradi česar je lirika polna melanholije in žalosti, za opis ljubljene ženske pa se liriki poslužujejo metonimij (lasje – zlato …). Narava je predstavljena kot idealen prostor, vzpostavi se opozicija med mestom in vasjo. Pogosto sta uporabljena antična toposa locus amoenus (slo. »prijetni kraj«), ki slika podobe idilične narave, kot na primer izvire, nežno petje ptic in žuborenje rek, in carpe diem, s pomočjo katerega se pesniki sprašujejo o neizogibnem staranju in potrebi po uživanju mladosti in ljubezni. Glavni pesnik tega obdobja je Garcilaso de la Vega, ki je s svojimi soneti in idilami obnovil pesniški jezik in postal model za druge pesnike tedanjega časa, kot so Francisco de Aldana, Hernando de Acuña in Gutierre de Cetina. 
V času vladavine Filipa II. (1527-1598) se je zaradi strahu pred širjenjem protestantizma Španija kulturno izolirala, žarišče širjenje kulture pa sta predstavljali salamanška in seviljska šola. Glavne značilnosti salamanške šole so zanimanje za moralna, filozofska in verska vprašanja, ravnotežje med izrazom in vsebino, kratke kitice. Glavni predstavniki so Fray Luis de León, Francisco de la Torre in Francisco de Membrano. Na drugi strani se je seviljska šola zanimala za posvetne teme, npr. za ljubezen in patriotizem, prisotni sta ironija in satira. Glavni pesnik seviljske šole je Fernando de Herrera.
V 17. stoletju se je pesniško ustvarjanje nadaljevalo, pesniki se poslužujejo različnih tem. Ljubezenska poezija sledi literarni dediščini Petrarke, zaradi obrabljenosti nekaterih romantičnih klišejev pa prihaja do satire in parodije. Verska poezija v ospredje postavlja duševne konflikte lirskega subjekta, predvsem kontrast med božjo milostjo in človekovo šibkostjo. Za obdobje baroka je najbolj značilna moralna poezija, ki po eni strani tematizira čas, ki je predstavljen kot uničujoč, pogosti so motivi ruševin, uvelih rož, ure, lobanj, po drugi strani pa je v ospredju tudi razočaranje, ki je izraženo prek vprašanj o kratkosti človeškega življenja in nepomembnosti bogastva ter materialnih dobrin. 
Glavna baročna stila sta konceptizem in kulteranizem. Najvidnejši predstavnik konceptizma je Quevedo, ki se osredotoča na konceptualne vrednote besed – išče pomenske dvojnike besed in besede z dvojnim pomenom. Retorične figure konceptizma so metafore, igre besed, parodija, oksimoroni, antiteza in hiperbola. Eden vidnejših predstavnikov kulteranizma je bil Góngora, zaradi česar se ta stil imenuje tudi gongorizem. Pesniki iščejo formalno lepoto, ki jo ustvarjajo z jezikom, ki se jasno razlikuje od običajnega govora, to pa dosežejo z metaforami, besedami latinskega izvora, hiperbatoni in uporabljanjem mitoloških motivov. 
Najpomembnejši liriki španskega zlatega veka so Garcilaso de la Vega, Juan Boscán, Diego Hurtado de Mendoza, Santa Teresa de Jesús, Fray Luis de León, Luis de Góngora, Fernando de Herrera, Francisco de Medrano, Francisco de Quevedo in drugi.

### Proza
Renesančna proza nadaljuje tradicijo viteških in pikaresknih romanov, pojavi se moderni roman.
Viteški romani so bili v tedanjem času popularni zaradi ohranitve viteških idealov srednjega veka, pripovedujejo pa o fantazijskih dogodivščinah vitezov v eksotičnih krajih, ki poveličujejo svojo damo. Najbolj znan viteški roman je Amadís de Gaula. S to vrsto romana obračuna Cervantes v svojem delu Don Kihot.
Pikareskni roman izhaja iz Španije, poimenovanje je dobil po glavnem junaku: pikaro (špansko pícaro) – mladenič, katerega edini cilj je preživetje, zato je prisiljen biti zvit, goljufati in krasti. Glavne značilnosti pikaresknega romana so prvoosebni pripovedovalec, retrospektivna pripoved o življenju glavnega junaka v službi več gospodarjev, glavni junak je antiheroj, ki se ne uspe vključiti v družbo, zaradi česar doživi nesrečen konec. Najpomembnejši pikareskni roman je Lazarček iz Tormesa (Lazarillo de Tormes).
Druge vrste romanov, ki se pojavljajo v 16. stoletju, so sentimentalni roman (idealizacija ljubezni med vitezom in njegovo damo, pogosto v obliki epistolarnega romana), pastirski roman (pastirji, ki so sredi idiličnega okolja srečni ali trpijo zaradi ljubljene ženske), moriskni roman (idealizacija odnosov med Moriski in kristjani). Pomembno vlogo je imela tudi didaktična proza, ki se je pozneje razvila v esejistično prozo ter katere glavna naloga je bila predstaviti mnenje avtorja o konkretni temi – o zgodovini, veri, literaturi, politiki ali navadah ljudi ter na tak načini vplivati na bralce. Na drugi strani se z avtorji, kot so Fray Luis de León, San Juan de la Cruz in Santa Teresa de Jesús, pojavlja verska proza, predvsem gre za komentarje Biblije in evangelijev ter nasvete za odrešitev človeške duše. 
V 17. stoletju je proza doživela upad, kar nekateri literarni zgodovinarji povezujejo z glavnimi značilnostmi baroka, kot npr. naklonjenost k pretiravanju, kontrastom in ironiji, kar vodi do razčlovečenja glavnih junakov ter se tako odmika od renesančne proze. Kljub upadu proznega žanra nastajajo pomembni teksti. Razvije se pikareskni roman, v njem se namreč lahko pojavijo ženski liki (La Pícara Justina, La Hija de la Celestina), protagonisti iz različnih socialnih slojev ali več kot en protagonist. Najpomembnejši pikareskni roman tedanjega časa je Quevedov El Buscón. Kratki roman, katerega dogajanje je večinoma postavljeno na dvor v Madridu, zaradi česar se imenuje tudi dvorni roman, tematizira ljubezen in njene posledice: ljubosumje, prevare, maščevanje, čast. Pomembna avtorica tega obdobja, ki jo nekateri označujejo tudi kot začetnico modernega literarnega feminizma, je María de Zayas.  
Nastaja tudi didaktična proza, katere namen je izobraženemu bralcu predstaviti tipični baročni pesimistični pogled na svet. Na eni strani nastaja satirična proza, ki na različne načine razkriva tedanje stanje v družbi, posmehuje se iz različnih poklicev (odvetniki, zdravniki) ali verovanj. Na drugi strani filozofska in politična proza vprašanja, s katerimi se ukvarjata, povezujeta s stoično filozofijo oziroma s politično ureditvijo, ki se zgleduje po bibličnih zakonih. 
Najpomembnejši avtor španskega baroka je Miguel de Cervantes (1547-1616), ki je pisal poezijo (npr. Viaje del Parnaso), dramske igre (npr. tragedija Numancia, komedija Los baños de Argel) in prozo (npr. Novelas Ejemplares, La Galatea). Njegovo najbolj znano delo je Don Kihot, prvi novoveški evropski roman, ki se posmehuje srednjeveškim viteškim romanom. Glavna tema tega romana je človekovo hrepenenje po plemenitih idealih, ki ne bodo nikdar uresničeni, Don Kihotova usoda je prerasla v simbol spopada med ideali in resničnostjo. Roman je vplival zlasti na književnost romantike in na roman Gustava Flauberta Gospa Bovary.  

### Teater
Dramsko ustvarjanje se je v 16. stoletju precej razvilo, opazna pa je opozicija med posvetnim in verskim gledališčem. Versko gledališče je nadaljevalo tradicijo bogoslužja, povezanega s praznovanjem božiča, velike noči in svetega rešnjega telesa. Pomemben ustvarjalec je bil Diego Sánchez de Badajoz. Posvetni teater 16. stoletja ima tri različice: dvorni teater, ki se je igral v plemiških salonih (npr. Torres Naharro, Gil Vicente), humanistični teater, ki je nastal na univerzah z namenom vadbe latinščine (npr. Juan de la Cueva) in ljudski teater, ki ga je spodbujal Lope de Rueda, ki je pripomogel k nastanku »manjšega teatra« (šp. teatro menor). S t. i. manjšim teatrom so nastajala kratka dramska dela, dolga približno 15 minut, ki so se z namenom zabavanja gledalcev uprizarjala med odmori daljših dramskih iger. Igre so se najprej uprizarjale na začasnih odrih, ki so se nahajali na mestnih trgih, v zadnji tretjini 16. stoletja pa na notranjih dvoriščih hiš. 
V 17. stoletju se je teater spremenil v najpomembnejšo literarno zvrst ter postal popularna vrsta razvedrila. Za to je zaslužen Lope de Vega (1562-1635), ki je (podobno kot Shakespeare v Angliji ali Moliere v Franciji) preuredil špansko gledališče ter z delom Arte nuevo de hacer comedias začrtal pot španski komediji. Nekatere značilnosti novega gledališkega ustvarjanja, ki ga je začel Lope de Vega, so: delitev na tri dejanja (zasnova, vrh, razsnova), različne vrste verzov, mešanje tragičnega in komičnega ter opustitev načela trojne enotnosti. 

## Umetnost in arhitektura
Najpomembnejši slikarji tedanjega časa ter nekatera njihova znana dela so:
- El Greco: La Trinidad (1577-79), El entierro del conde de Orgaz (1586-88), Vista de Toledo (1596-1600).
- Diego Velázquez: Las Meninas (1565), Vieja friendo huevos (1618), El triunfo de Baco (1628-29).
- Francisco de Zurbarán: Cristo en la cruz (1627), La Anunciación (1638), La defensa de Cádiz (1634).
- Bartolomé Esteban Murillo: El Buen Pastor (1660), Joven mendigo (1645-50), Las bodas de Caná (1670-75).
- José de Ribera: Sileno ebrio (1626), San Andrés (1630), Magdalena penitente (1641).

Nekateri kiparji v času renesanse in baroka: 
- Juan de Juni
- Alonso Berruguete
- Diego de Siloé
- Alonso Cano
- Pedro de Mena
- Juan de Mesa

Pomembni arhitekturni dosežki španskega zlatega veka so:
- Renesančna Palača Karla V. v Granadi
- Stolnica Kristusovega učlovečenja v Granadi
- Stolnica Marijinega vnebovzetja v Valladolidu
- Plaza Mayor v Madridu (glavni mestni trg španske prestolnice, zgrajen po ukazu Filipa II., katerega kip se nahaja v središču trga)
- El Escorial (rezidenca španskega kralja, kjer se nahajajo kraljeva palača, samostan, muzej… Zgrajen je bil v spomin na špansko zmago nad Francijo v bitki pri San Quintínu leta 1557)